# Funció Q de Marcum
En estadística, la funció Q de Marcum {\displaystyle Q_{M}} es defineix com:
{\displaystyle Q_{M}(a,b)=\int _{b}^{\infty }x\left({\frac {x}{a}}\right)^{M-1}\exp \left(-{\frac {x^{2}+a^{2}}{2}}\right)I_{M-1}(ax)\,dx}
o com
{\displaystyle Q_{M}(a,b)=\exp \left(-{\frac {a^{2}+b^{2}}{2}}\right)\sum _{k=1-M}^{\infty }\left({\frac {a}{b}}\right)^{k}I_{k}(ab)}
amb la funció de Bessel modificada {\displaystyle I_{M-1}} d'ordre M − 1. La funció Q de Marcum s'utilitza, per exemple com a funció de distribució acumulada (més prescisament, com a funció de supervivència) per la distribució χ no centrada, la distribució χ quadrat no centrada i la distribució de Rice.
Per a valors no enters de M, la funció Q de Marcum es pot definir com:
{\displaystyle {\begin{aligned}Q_{M}(a,b)&=1-e^{-a^{2}/2}\sum _{k=0}^{\infty }\left({\frac {a^{2}}{2}}\right)^{k}{\frac {\gamma (M+k,{\frac {b^{2}}{2}})}{k!\Gamma (M+k)}}\\[6pt]&=1-e^{-a^{2}/2}\sum _{k=0}^{\infty }\left({\frac {a^{2}}{2}}\right)^{k}{\frac {P(M+k,{\frac {b^{2}}{2}})}{k!}}\end{aligned}}}
on {\displaystyle P(s,x)} és la funció Gamma regularitzada.
La funció Q de Marcum és monòtona i logarítmicament còncava.